# Bloodgroup
Bloodgroup est un groupe islandais d'electropop, originaire d'Egilsstaðir.

## Histoire
Le groupe est formé en 2006 à Egilsstaðir par les frères et sœurs Lilja Kristína, Halli Kristján et Ragnar Láka Jónsbárn, ainsi que le féroïen Janus Rasmussen,. Un après sa création, le groupe sort son premier album, Sticky Situation, en 2007, suivi par un deuxième, Dry Land, en 2009. Le groupe sort son dernier album, Tracing Echoes, au début de 2013 avant de se séparer en 2014. Ses membres, Sunna et Janus, sont actifs dans d'autres projets, Janus à Kiasmos avec Ólaf Arnalds. Lilja Kristín a également son projet solo Lily the Kid.

## Membres

### Derniers membres
- Sunna Margrét Þórisdóttir (2010–2014)
- Hallur Kristján Jonsson (2006–2014)
- Ragnar Laki Jonsson (2006–2014)
- Janus Rasmussen (2006–2014)

### Anciens membres
- Lilja Kristín Jónsdóttir — chant (2006–2010)
- Benedikt Freyr Jónsson (Benni B-Ruff)

## Discographie
- 2007 : Sticky Situation
- 2009 : Dry Land
- 2013 : Tracing Echoes